# Cometicercus
Cometicercus là một chi thelodonti tuyện chủng sống tại Canada trong suốt kỷ Devon sớm.Nó chỉ được biết đến từ vây đuôi và các bộ phận của bề mặt lưng của nó, bao gồm vây lưng của nó.